# Antony MacDonnell
Pour les articles homonymes, voir MacDonnell (homonymie).
Antony Patrick MacDonnell (7 mars 1844 - 9 juin 1925), connu sous le nom de Antony MacDonnell, est un fonctionnaire irlandais, très impliqué dans l'administration de l'Inde. Il est sous-secrétaire permanent du Lord Lieutenant d'Irlande (1902-1908), Membre du Conseil de l'Inde (1902); Conseiller privé (1902), Lieutenant-gouverneur des provinces unies d'Agra et d'Oudh (1895–1901), Lieutenant-gouverneur du Bengale (1893–1895), Commissaire en chef des provinces centrales (1890–1893), Commissaire en chef de la Birmanie (1889–1890), Ministre de l'Intérieur du gouvernement central de l'Inde (1886–1889), Secrétaire du gouvernement du Bengale et du Conseil législatif du Bengale.

## Jeunesse
MacDonnell est né à Palmfield House, Carracastle, Shragh, comté de Mayo, à Connacht, le 7 mars 1844, de Mark Garvey MacDonnell (1807–1889) et de son épouse Bedelia O'Hara. Il fait ses études au Summerhill College, Athlone, dans le comté de Westmeath, et à l'âge de quinze ans, il s'inscrit au Queen's College de Galway. Il étudie les langues modernes, et il obtient le diplôme de BA en 1864, remportant la médaille d'or Peel.
On sait peu de choses sur les débuts de MacDonnell, car il n'a laissé aucun mémoire ni aucune lettre. Il participe à la Literary &amp; Debating Society (alors connue sous le nom de Literary and Scientific Society) au Queen's College, occupant le poste de vice-auditeur pour la session de 1863–1864. Il est désigné par l'un de ses professeurs comme le meilleur débatteur qu'il ait jamais vu. En quittant l'université en 1864, MacDonnell réussit l'examen d'entrée à la fonction publique indienne et est affecté au Bengale, arrivant à Calcutta en novembre 1865.

## Inde
À son arrivée en Inde, MacDonnell sert initialement dans divers districts du Bihar et du Bengale, et sur la base de ses expériences dans la famine du Bengale de 1873–1874, il écrit son premier livre, Food-Grain Supply and Famine Relief in Bihar and Bengal, publié en 1876. Il est nommé comptable général au gouvernement provincial à Calcutta en 1881, et plus tard secrétaire du revenu de la province. En 1886, Frederick Temple Blackwood le nomme ministre de l'Intérieur du gouvernement central de l'Inde; deux ans plus tard, il est créé Compagnon de l'étoile de l'Inde (CSI). En 1889, il devient commissaire en chef de la Birmanie, en 1890, commissaire en chef des provinces centrales ; et en 1893, lieutenant-gouverneur du Bengale, devenant membre du Conseil exécutif du vice-roi. En 1893, il est également nommé Chevalier Commandeur de l'Ordre de l'Étoile d'Inde (KCSI).
En 1895, MacDonnell devient lieutenant-gouverneur des provinces du nord-ouest et Oudh (plus tard connues sous le nom de Provinces unies d'Agra et d'Oudh). En 1896, il est de nouveau confronté à la famine; ses efforts dans la gestion de la famine sont reconnus lorsqu'il est nommé Chevalier Grand Commandeur de l'étoile de l'Inde (GCSI) en 1898. La même année, le vice-roi, Lord Elgin, demande à MacDonnell de reprendre le contrôle du Bengale en tant que lieutenant-gouverneur, une offre qu'il refuse en raison de la fatigue et de la santé fragile de sa femme. Il devient président de la Commission indienne de la famine en 1901. Cette année-là, en raison de sa propre santé et de celle de sa femme, il démissionne de ses fonctions et quitte l'Inde pour retourner à Londres.
MacDonnell est reconnu comme l'un des hommes les plus capables de travailler dans la fonction publique indienne, en particulier dans la lutte contre la famine. On attribue à ses politiques de gestion des conditions de famine la prévention de la perte de millions de vies. Sa préoccupation pour les droits des locataires et des petits exploitants conduit au Bengale Tenancy Act de 1885, un texte de loi progressiste qui protège les fermiers contre les loyers à la crémaillère et les expulsions arbitraires; une mesure similaire est introduite dans les provinces du Nord-Ouest pendant son poste de lieutenant-gouverneur là-bas. Cependant, il semble que MacDonnell n'était pas apprécié dans les échelons supérieurs du service qu'il était venu occuper. Sa position a été acquise grâce à ses capacités intellectuelles et à son dévouement à chaque tâche qui lui était confiée, mais il était méprisé car son passé n'était certainement pas celui d'un "gentleman", dépourvu des liens familiaux de ces contemporains. Il a, cependant, un ami puissant dans Lord Curzon le vice-roi. Curzon admire les capacités de MacDonnell face à des problèmes drastiques, qualités qui manquent gravement à Curzon lui-même. Un autre aperçu de l'isolement de MacDonnell est la référence quelque peu tranchante de Curzon à MacDonnell comme «manquant singulièrement de toute émotion humaine». Néanmoins, Sir Antony MacDonnell atteint certains des plus hauts postes civils du Raj britannique. Sa force et sa ténacité valent à MacDonnell le sobriquet «Le tigre du Bengale»; un collègue observé: "Si Antony et un autre sont jetés dans une barque ouverte et qu'un seul d'entre eux peut vivre, ce ne sera pas Antony qui sera mangé."
MacDonnell est admis au Conseil privé du Royaume-Uni le 11 août 1902, dans la liste des honneurs de couronnement de 1902. Il est également nommé membre du Conseil de l'Inde en octobre 1902. On s'attendait à ce qu'il soit nommé gouverneur de Bombay cette année-là, mais il choisit d'accepter une offre de George Wyndham, secrétaire en chef pour l'Irlande, de devenir sous-secrétaire d'État permanent pour l'Irlande, chef administratif du gouvernement irlandais.

## Sous-secrétaire pour l'Irlande
MacDonnell est connu pour être favorable à la cause de l'Irish Home Rule, et son retour à Londres suscite une offre de rejoindre son frère, Mark Anthony MacDonnell, à la Chambre des communes en tant que nationaliste indépendant. Cependant, une recommandation de Lord Lansdowne, son ancien supérieur en tant que vice-roi de l'Inde, au secrétaire en chef pour l'Irlande, attire son attention, afin que MacDonnell se voit offrir le poste de sous-secrétaire permanent pour l'Irlande, chef administratif du gouvernement irlandais.
MacDonnell entame de longues négociations avec Lansdowne et le secrétaire en chef, George Wyndham, concernant les conditions dans lesquelles il accepterait le poste; il ne se contente pas d'occuper le rôle traditionnel de fonctionnaire administratif, avec peu de contribution à la formulation de la politique. Il accepte finalement le poste de sous-secrétaire, étant entendu explicitement qu'il aurait «des possibilités adéquates d'influencer la politique et les actes de l'administration».
Le choix de MacDonnell de prendre la tête de l'administration irlandaise est surprenant pour plusieurs raisons. La position et l'autorité dont MacDonnell jouissait en Inde sont plus grandes que toutes celles qu'il pouvait espérer occuper en tant que sous-secrétaire en Irlande. De plus, le gouvernement de Londres est aux mains du Parti conservateur ; MacDonnell est un libéral et un catholique. La décision d'offrir le poste à MacDonnell peut être vu comme un choix des conservateurs pour «tuer le Home Rule avec gentillesse». Il est clair que MacDonnell considère son rôle comme beaucoup plus important que celui d'un fonctionnaire administratif. Au moment de sa nomination au poste de Sous-Secrétaire, il obtient également un siège au Conseil de l’Inde, pour lui offrir une alternative si son séjour en Irlande ne répond pas à ses attentes. Son engagement envers l'Irlande, cependant, devient clair en 1903, année où il lui est offert un retour en Inde en tant que gouverneur de Bombay. Le roi Édouard VII intervient pour persuader MacDonnell qu'il est plus nécessaire en Irlande qu'en Inde.
Les premières années de MacDonnell comme sous-secrétaire ont été un succès. Le secrétaire en chef conservateur, Wyndham, est favorable à des mesures constructives pour réformer les systèmes de régime foncier en Irlande, et la Conférence foncière de 1902 aboutit à la loi de 1903 sur l'achat de terres, qui permet aux locataires d'acheter leurs propriétés aux propriétaires par les prêts accordés par l’État. Des plans de réforme de l'administration du château de Dublin sont également avancés. À la suite de ces réformes administratives, MacDonnell entre dans un territoire plus politiquement dangereux, en collaborant avec plusieurs propriétaires libéraux dirigés par le quatrième comte de Dunraven pour élaborer un plan de transfert de certaines autorités gouvernementales du parlement de Westminster à un conseil élu à Dublin, quoique d'une manière conforme à l'Acte d'Union de 1800. Les propriétaires fonciers impliqués forment un groupe connu sous le nom de Irish Reform Association et publient les grandes lignes du projet dans un manifeste de 1904. Lord Dunraven demande à MacDonnell de formuler le plan plus en détail. Comprenant qu'il a le soutien du nouveau Lord Lieutenant, Lord Dudley, ainsi que de Wyndham, MacDonnell entreprend de rédiger un document sur le papier à lettres du château de Dublin qui constitue un deuxième manifeste de dévolution, et l'envoie à Dunraven, qui le fait publier.
Il est rapidement devenu public que MacDonnell a aidé l'Irish Reform Association dans la rédaction du projet. Cela faut enrager les unionistes de l'Ulster, qui, de toute façon, se méfient de MacDonnell en raison de ses sympathies connues envers le Home Rule. Les événements précipitent une crise politique, Wyndham rejette le plan dans une lettre au Times, mais en mars 1905, en raison d'attaques unionistes répétées, sa position de secrétaire en chef devient intenable et il est contraint de démissionner du Cabinet. Il est remplacé par Walter Long, un unioniste convaincu. MacDonnell est officiellement censuré par le Cabinet pour avoir outrepassé ses pouvoirs, mais il reste en fonction. Bien qu'incapable de se défendre au parlement, de nombreux associés aristocratiques de son service en Inde sont restés favorablement disposés à son égard et défendent sa position. Il est également aidé par le fait, connu des personnalités gouvernementales de premier plan, qu'il bénéficie du ferme soutien du roi Édouard VII, dont il est très proche.
À la chute du gouvernement Balfour en 1905, James Bryce remplace Long au poste de secrétaire en chef pour l'Irlande dans la nouvelle administration libérale. Bryce s'appuie fortement sur MacDonnell, tout comme son successeur, Augustine Birrell, qui est nommé en 1907, et ensemble ils rédigent un nouveau programme de dévolution, le projet de loi du Conseil irlandais, qui cherche à initier un comité de députés irlandais pour traiter de la législation relative uniquement à Irlande. L'initiative échoue et n'obtient pas le soutien d'une majorité de députés nationalistes irlandais.
Les dernières années au pouvoir de MacDonnell sont moins mouvementées. L'un des incidents les plus colorés de sa carrière ultérieure est la crise entourant le vol des insignes de l'Ordre de Saint-Patrick, populairement connus sous le nom de « joyaux de la couronne irlandaise », du château de Dublin peu avant une visite royale en Irlande en 1907. Sa relation avec Birrell n'a jamais été confortable et, frustré par le manque de progrès vers un programme viable de décentralisation pour l'Irlande, il démissionne de son poste en juillet 1908, à l'âge de 64 ans. Il est délégué des unionistes du Sud pendant la Convention irlandaise de 1917–18.
MacDonnell est nommé Chevalier Commandeur de l'Ordre Royal Victorien (KCVO) en 1903, et à sa retraite en 1908, il est élevé à la pairie comme baron MacDonnell, de Swinford dans le comté de Mayo (une ville proche de son lieu de naissance).

## Retraite
MacDonnell se retire à Londres et quitte en grande partie de la vie publique. Ses contributions à la Chambre des lords ont tendance à se concentrer sur les questions irlandaises et indiennes. Il est président de la Commission royale sur la fonction publique entre 1912 et 1914, et en tant que membre de la Convention irlandaise de 1917–18. Il n'accepte que deux mandats d'administrateur - celui de la Midland Great Western Railway Company et de la Banque nationale, dont il devient vice-président. Lors de la création de l'État libre d'Irlande en 1921, il se voit offrir un siège dans le nouveau Sénat, qu'il refuse "avec beaucoup de regret".
À la retraite, il conserve son vif intérêt pour les questions de réforme agraire irlandaise. Il retourne à son alma mater, alors connue sous le nom de University College Galway, en 1911, pour s'adresser à la Literary and Debating Society dont il a été un officier distingué à l'époque où il était étudiant. Après un discours présentant une proposition de solution viable aux revendications agraires irlandaises, il termine par les lignes patriotiques: "Oh braves jeunes gens, ma fierté, mon espoir, ma promesse / C'est sur vous que mon cœur est fixé / Dans la virilité, dans la gentillesse, dans la justice, / Pour faire de l'Irlande une nation encore. "

## Famille
Lord MacDonnell épouse Henrietta MacDonell, fille d'Ewen MacDonell, chef de la branche Keppoch du Clan Donald, en 1878. Ils ont un enfant, l'hon. Anne MacDonnell .
Lord MacDonnell est décédé des suites d'une brève maladie à son domicile de Londres le 9 juin 1925, à l'âge de 81 ans. Ne laissant aucun héritier mâle, sa baronnie s'est éteinte à sa mort. Une statue de MacDonnell par Sir George Frampton est érigée à Lucknow par les Talukdars d'Oudh en 1907.